# Combat de Chétima Wangou
Insurrection de Boko Haram
Batailles
Le combat de Chétima Wangou a lieu le 15 février 2019 pendant l'insurrection de Boko Haram.

## Déroulement
Le 15 février 2019, des djihadistes de l'État islamique en Afrique de l'Ouest attaquent une position de la garde nationale nigérienne à Chétima Wangou, dans le sud-est du Niger, près de la frontière avec le Nigeria,. Les combats débutent aux environs de 18 heures et les djihadistes attaquent avec plusieurs véhicules, dont un blindé,. Cependant selon le gouvernement nigérien, l'assaut est repoussé,. L'armée se lance à la poursuite des fuyards et mène des opérations de ratissage jusqu'en territoire nigérian,.

## Pertes
Le lendemain du combat, le ministère nigérien de l'Intérieur affirme dans un communiqué que l'armée déplore sept morts et six blessés dans ses rangs, tandis que du côté des djihadistes « plusieurs morts et de nombreux blessés » ont été « emportés par les assaillants ». Huit djihadistes sont également faits prisonniers et trois véhicules sont capturés, ainsi que quelques armes et plusieurs centaines de munitions.